# Henry Mora Jiménez
Henry Manuel Mora Jiménez (Curridabat, 19 de abril de 1959) es un economista, académico y político costarricense. Fue elegido diputado para el período 2014-2018 de la Asamblea Legislativa de Costa Rica y presidente de la misma el 1 de mayo de 2014.
Mora obtuvo una licenciatura en economía con énfasis en estadística de la Universidad de Costa Rica y una maestría en economía política de la Universidad Nacional de la que fue candidato a rector, aunque no resultó elegido. Cuenta con estudios de postgrado en economía aplicada de la Universidad Católica, doctorado en Negocios y Ciencias Economícas de la Universidad Latinoamericana de Ciencia y Tecnología (ULACIT) y un postdoctorado en Bienes Públicos de la Universidad de Tilburg. Mora ha ejercido como profesor universitario dando clases en diversas universidades del país y fue decano de la Facultad de Ciencias Sociales de la Universidad Nacional.
Mora ha escrito diversos artículos de opinión y columnas para distintos periódicos así como es autor de varios libros y textos académicos.
Crítico del neoliberalismo, Mora fue opositor al Tratado de Libre Comercio entre Estados Unidos, Centroamérica y República Dominicana siendo representante de la opción no en diversos debates durante la campaña del referéndum respectivo. Fue elegido candidato a diputado por el Partido Acción Ciudadana encabezando la lista por la provincia de Heredia y resultando electo. Mora fue el candidato del PAC para presidente del Congreso, cargo de peso ya que dicho partido ganó las elecciones y ejerce la presidencia de la República, resultando electo gracias al apoyo de las bancadas del PAC, Frente Amplio y Partido Unidad Social Cristiana.